# Mrazík
Mrazík (rusky Морозко, Morozko) je barevný sovětský film z roku 1965, v českých televizích tradičně vysílaný v době Vánoc. Film využívá motivů tradičních ruských pohádek, vlastní děj je ale původní. 
Hlavními postavami jsou pohádkový děd Mrazík (Děda Mráz), mytická postava slovanské mytologie a zde personifikace zimy, hodná a skromná Nastěnka, kterou ztvárnila Natalija Sedychová, a jako její protiklad zlá sestra Marfuša. Dále zde vystupuje také hodný (ze začátku pyšný) Ivan a oblíbená čarodějnice neboli baba Jaga bydlící v chaloupce na kuří nožce, nadabovaná Františkem Filipovským.

## Produkce
Film režíroval Alexandr Rou, autorem scénáře byl významný dramatik Nikolaj Robertovič Erdman. Premiéru měl roku 1965. Roku 1966 vznikl český dabing, autorem překladu a režisérem českého znění je K. M. Walló. Film je v Česku i na Slovensku velmi oblíbený, takříkajíc zlidověl (např. ve frázích „okradli stařenku“ či „baba si přiletěla“). Tento film poté v tuzemsku patří mezi vánoční stálice. 
Roku 1992 účinkující v pořadu Studiu Rosa prohlašovali, že nyní film vysílá ČST naposledy, moderátoři poté demonstrativně rozstříhali filmový 35mm pás. Nicméně ČT Mrazíka vysílala ještě na Silvestra 2000. Od té doby byl film vysílán na TV Premiéra, TV Prima a od roku 2000 na TV Nova.
Roku 2003 byl film vydán na DVD a zvuk byl přepracován do Dolby Digital 5.1 v češtině, slovenštině a ruštině. Roku 2013 byl film remásterován, obraz byl vyčištěn a zaostřen na vyšší rozlišení. Tuto verzi každoročně okolo Vánoc vysílá TV Nova, bývá to nejsledovanější pořad večera.

## Příběh

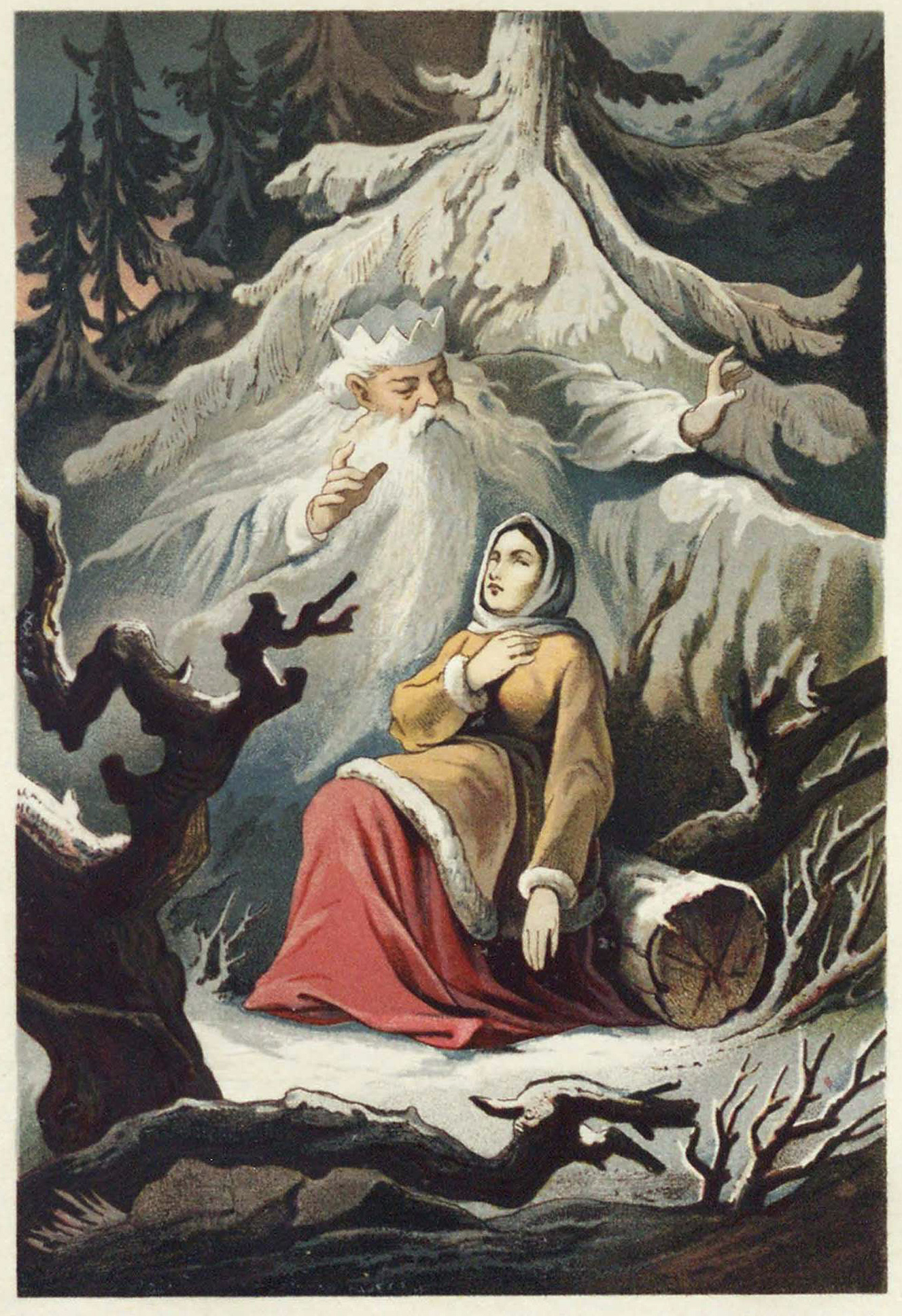
Knižní ilustrace od Petra Polevoje (1874)

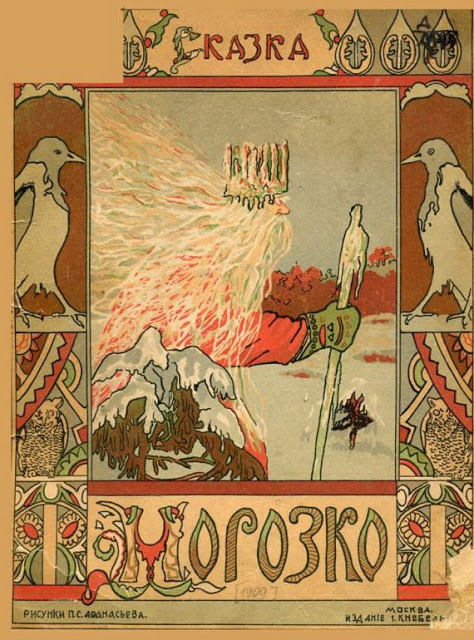
Kniha Mrazík (1909)

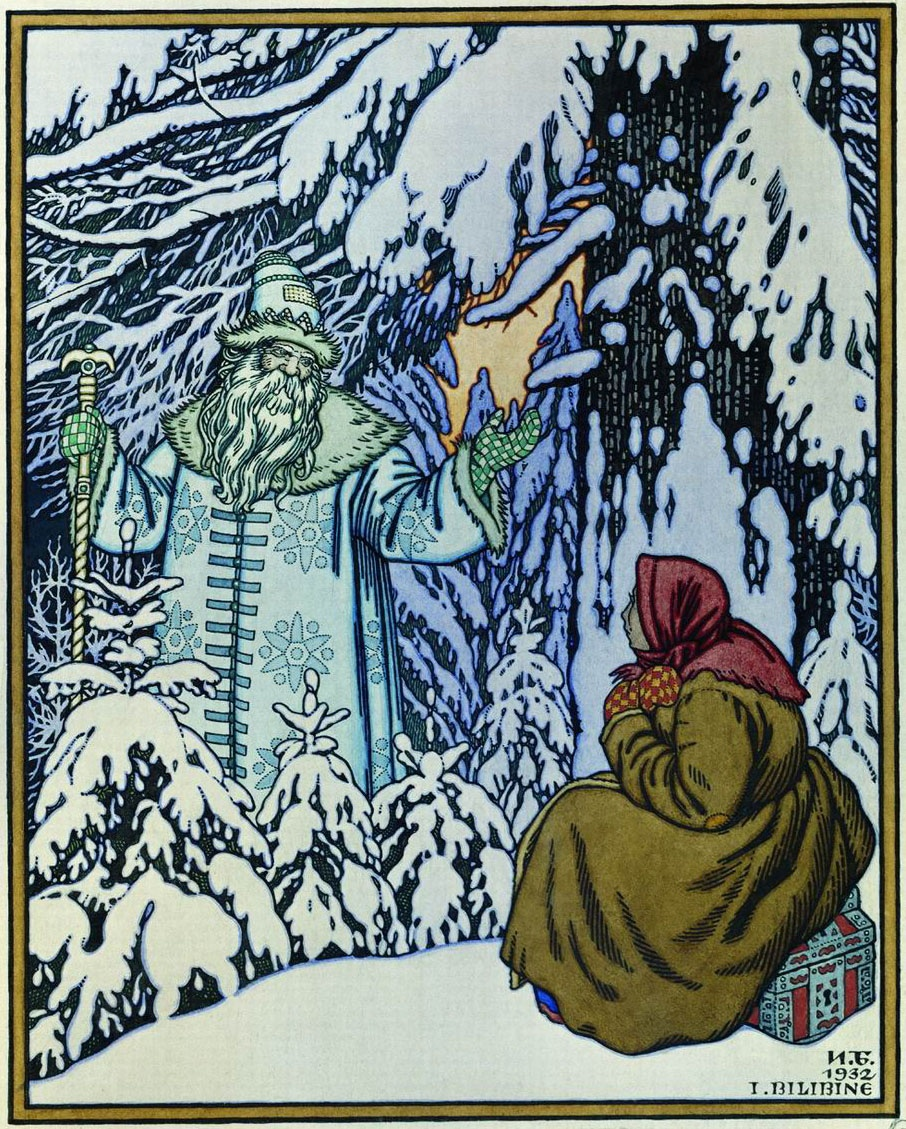
Knižní ilustrace od Ivana Bilibina (1932)

Nevlastní matka opovrhuje skromnou půvabnou Nastěnkou ve prospěch své vlastní dcery Marfuši. Uloží jí, aby upletla ponožky dříve, než kohout zakokrhá (Nastěnka nakonec úpěnlivě poprosí slunce, aby ještě na chvíli zapadlo a měla tak na pletení více času). Macecha jí pak přikáže nakrmit drůbež, dát napít dobytku, nasekat dříví a poklidit dvůr. Příběh pokračuje u Ivana, který se vydává do lesů a kterému jeho matka dává poslední rady na cestu: aby byl opatrný, aby na ni nezapomněl, aby pomáhal slabším a starším ustupoval.
V lese zatím skupina loupežníků trhá lístky z květiny a přitom stále opakují: „Loupit, neloupit, sežrat, nesežrat, …“ Pak uslyší přicházet Ivana, tak jej přepadnou a vyhrknou na něj: „Jsi v pasti! A my tě teď oloupíme!“ Zatímco se loupežníci perou o obsah jeho rance, on se zmocní jejich kyjů a začne je vyhazovat do vzduchu s tím, že na jejich pád zpět si mají počkat až do zimy. Později potká Dědečka Hříbečka, který ho rozpustilým hlasem vyzve, aby ho chytil; a pokud se mu to podaří, tak že jej odmění. Za použití kouzel, mizení a opětovného zjevování Dědeček Hříbeček vyhraje. Protože ale Ivan přizná porážku, dá mu to, co mu slíbil – pevný luk a hbité střely. Když ale Ivan odmítne projevit vděk a reaguje slovy „Nerad se klaním hned, to potom bolí hřbet. Ať se ti medvěd klaní až k zemi,“ Dědeček Hříbeček dodá, že medvěd se mu skutečně pokloní až k zemi, ale Ivanův hřbet se přitom ohne.
Později se Ivan v lesích setká s Nastěnkou, která má nakázáno, aby zalévala suchý pařez, dokud na něm nevyrostou květy. Zaujatý její krásou se jí ihned zeptá, zda by si ho nechtěla vzít za muže. A přitom se začne vychvalovat. Ona mu odpoví, že se k sobě nehodí, protože se neumí chvástat. On chce svá slova dokázat, a tak se pokusí svým lukem zastřelit medvědici, co má medvíďata. Nastěnka mu v tom chce zabránit nasazením vědra na hlavu. Přihlížející Dědeček Hříbeček v ten samý moment promění Ivanovu hlavu v medvědí. Zděšený Ivan nařkne Nastěnku z čarodějnictví a uteče pryč. Ona začne ronit slzy na suchý pařez, díky čemuž na něm začnou růst květy.
Ivan opět naráží na Dědečka Hříbečka, který mu vyčte jeho sebestřednou povahu a že nikdy nic neudělal obětavě pro druhé. Ivan nabude dojmu, že pro svou záchranu musí udělat dobrý skutek. Začne tedy hned shánět lidi a chce se jich zeptat, co pro ně může udělat. Jeho medvědí hlava je však všechny jen vystraší – dávají se před ním na útěk. Konečně potká starou ženu nesoucí otep dříví. Nabídne se jí, že otep i ji samotnou odnese k ní domů na zádech, ačkoliv je to velmi daleko. Když tam dorazí, žena mu poděkuje a nazve jej krasavcem. On vidí, že je stále medvěd. Myslí si, že si z něj dělá legraci, ale pak se dozví, že je slepá. To je také důvod, proč před ním nezačala utíkat. Později najde v lesích její hůl a zželí se mu jí. Jak bude bez hole chodit? Chce jí hůl přinést. Dědeček Hříbeček je touto jeho nezištnou obětavostí potěšen a navrátí mu lidskou podobu. Hůl potom zmizí.
Mezitím se zlá macecha pokouší provdat svou vlastní dceru. Marfuša ale pokazí, co může, a nápadník nakonec nevážně pronese: „Nastěnku chci za ženu, he he he …“ Za nějaký čas, když už je venku tuhá zima a sníh, přikáže macecha manželovi, aby Nastěnku zavezl do lesa a odložil ji tam. Tam se Nastěnka setká s Mrazíkem, který se jí ujme. Když je Ivan opět člověkem, jde Nastěnku hledat. Do cesty se mu připlete baba Jaga. Po přetahovačce „K lesu zády, ke mně vchodem. K lesu vchodem, k Ivanovi zády,“ ji žádá, aby mu pomohla Nastěnku najít. Baba Jaga to rozhodně odmítne a po krátkém boji oživí kouzlem skupinu dřevěných bytostí „dřevěných bohatýrů“, kteří mají Ivana zabít. Má být upečen zaživa, ale on babu Jagu napálí, když řekne, že neví, jak se na lopatě sedí, takže se v peci místo něj octne ona. Pustí ji ven, ale musí mu poradit, jak Nastěnku najít. Mrazík ji během té doby veze na saních do svého obydlí. Pak se sám vydává na obchůzku do zasněžené krajiny, přičemž svou berlu Mrazilku si zapomene doma. Nastěnka se jí nedopatřením dotkne a navždy umrzne. Tak ji nalézá Ivan a omlouvá se jí za své chování, čímž ji přivádí zpět k životu. Mrazík jim na jejich svatbu daruje velké věno.
Oba se vrátí do vesnice. Její nenasytná nevlastní sestra Marfuša uvidí jejich bohaté dary a chce to samé. Nechá se tedy rovněž odvézt do lesa. Mrazík je však zděšen jejím hulvátským chováním a pošle ji zpět na saních tažených prasaty s truhlou plnou vran, které uletí, jakmile je otevřena. Když Ivan s Nastěnkou jedou k němu domů, přepadnou je na popud baby Jagy loupežníci, se kterými se již dříve setkal. Ty však nakonec skolí kyje padající z oblohy, které Ivan kdysi vyslal na cestu vzhůru. Babě Jaze nasadí na hlavu její velký moždíř, ve kterém přiletěla, a ta takto uteče pryč. Nakonec mají Ivan a Nastěnka velkou bohatou svatbu.

## Obsazení
| Postava           | Herec/Herečka      | Český dabing         |
| ----------------- | ------------------ | -------------------- |
| Mrazík            | Alexandr Chvylja   | Otomar Korbelář      |
| Nastěnka          | Natalija Sedychová | Eva Klepáčová        |
| Marfuša           | Inna Čurikovová    | Alena Motyčková      |
| Ivan              | Eduard Izotov      | Josef Zíma           |
| baba Jaga         | Georgij Milljar    | František Filipovský |
| otec Nastěnky     | Pavel Pavlenko     | Rudolf Deyl ml.      |
| dědeček Hříbeček  | Galina Borisova    | Ota Sklenčka         |
| vůdce loupežníků  | Anatoli Kubatsky   | Oldřich Musil        |
| Marfušin nápadník | Valentin Bryleyev  | Antonín Jedlička     |

## Citáty
„Kdybys nebyl hlupákem, nestal by ses medvědem!“
„Je ti teplo, děvče? Ano, dědečku Mrazíčku.“
„Ty máš svaly, já mám čáry.“
„Ha, Ivan!“

## Další odkazy v kultuře
Na motivy filmu vyšlo několik knih, například roku 1996 Mrazík od B.Smudka, nebo roku 2000 Mrazík od Michala Zítka. Dále také zvukový sestřih filmu na audiokazetě (1992) a na CD (2010).
Populární byl v Česku muzikál Mrazík na ledě, písně nazpíval například Karel Gott a Iveta Bartošová. První turné se konalo v letech 1998 až 2000, roku 2011 se muzikál navrátil. Muzikál vyšel také na CD.
Roku 2000 vytvořilo české studio Centauri Production na motivy filmu počítačovou hru Pohádka o Mrazíkovi, Ivanovi a Nastěnce.